# دوروثي كيربي
دوروثي كيربي (بالإنجليزية: Dorothy Kirby)‏ هي لاعبة غولف أمريكية، ولدت في 15 يناير 1920 في ويست بوينت في الولايات المتحدة، وتوفيت في 12 ديسمبر 2000 في أتلانتا في الولايات المتحدة.